# Patrick Lebon
Patrick Lebon (2 de gener de 1940 - 3 de febrer de 2021) va ser un director de cinema i guionista belga.

## Biografia
Lebon va estudiar a l'Acadèmia de Cinema Neerlandesa a Amsterdam. Es va graduar el 1965, dirigint la pel·lícula "Huuh huuh". Va dirigir llargmetratges Salut en de kost, Hellegat, Zaman i Paniekzaaiers, que va ser l'11è èxit cinematogràfic belga més gran, amb 500.000 espectadors. Ara és el 17è millor llargmetratge belga de tots els temps.
Patrick Lebon va morir el 3 de febrer de 2021 a l'edat de 81 anys, un mes i un dia després del seu aniversari.

## Filmografia
- Salut en de kost (1974)
- Hellegat (1980)
- Zaman (1983)
- Paniekzaaiers (1986).[4]